# Taborbergets museiområde
Taborbergets museiområde (finska: Taaborinvuoren museoalue) är ett finländskt kulturhistoriskt och friluftsmuseum i Palojoki by i Nurmijärvi kommun.
Namnet på bergsbacken som museet ligger på syftar på Bibelns berg Tabor och kommer från Aleksis Kivi, som växte upp på den närbelägna Stenvallsgården. Berget var på hans tid lekplats för byns barn och det fanns också då en bygunga där. Till museiområdet har det flyttats tre hantverkarbostäder från omgivande landsbygd, i vilka visas vardagsliv från tiden runt sekelskiftet 1800/1900.
På området finns en friluftsteater och sedan 1953 har det hållits en Aleksis Kivi-festival på området varje sommar.

## Smedens stuga
I smedens stuga från Klövskog visas en utställning om textilhantverk och livsmedelshantering. 

## Skomakarens stuga
I skomakarens stuga visas en utställning om läskunnighet och kunskapsförmedling före massmedias tidsepok, samt skomakarverktyg. Tidningar blev vanliga i slutet av 1800-talet. I Nurmijärvi fanns Nylandstidningen Lehti, som grundades 1895, med lokala korrespondenter i kommunen.

## Lantarbetarens stuga
I lantarbetarens stuga från Mäntsälä finns en utställning med Evert Niemimaas (1895–1983) snidade trästatyetter, vilka beskriver vardagssituationer.